# 히말라야잎코박쥐
히말라야잎코박쥐(Hipposideros armiger)는 잎코박쥐과에 속하는 박쥐의 일종이다. 중국과 인도, 라오스, 말레이시아, 미얀마, 네팔, 대만, 태국, 베트남에서 발견된다. 큰관박쥐, 큰히말라야잎코박쥐, 큰잎코박쥐, 큰둥근잎박쥐로도 불린다.

## 특징
겉모습은 근연종 중간둥근잎박쥐와 유사하다. 그러나 히말라야잎코박쥐가 더 크고, 주 잎코(비엽) 각 면의 옆으로 붙어있는 작은 잎이 3개가 아닌 4개를 갖고 있다. 전완장이 최대 9.8cm이고, 몸무게는 최대 47g이다.